# Mulloidichthys flavolineatus
Mulloidichthys flavolineatus är en fiskart som först beskrevs av Lacepède, 1801.  Mulloidichthys flavolineatus ingår i släktet Mulloidichthys och familjen mullefiskar. Inga underarter finns listade i Catalogue of Life.